# The Script
The Script er et irsk band, som spiller alternativ rock. Bandet blev dannet under det nuværende navn i 2001, og består i dag af Danny O'Donoghue (vokal, keyboard), Mark Sheehan (guitar) og Glen Power (trommer).
Deres debutalbum hedder The Script, og blev udgivet i august 2008. Albummet indeholder singlerne "The Man Who Can't Be Moved", "We Cry" og "Breakeven", hvoraf førstnævnte var nummeret, som gav bandet deres internationale gennembrud. 
Deres andet album Science and Faith udkom i 2010, hvoraf den første udgivende single hedder "For the first time". I musikvideoen til denne sang, spiller Bonos datter, Eve Hewson, den kvindelige rolle.

## Diskografi

### Studiealbummer
- The Script (2008)
- Science & Faith (2010)
- #3 (2012)
- No Sound Without Silence (2014)
- Freedom Child (2017)

### Singler
- We Cry (2008)
- The Man Who Can't Be Moved (2008)
- Breakeven (2009)
- Talk You Down (2009)
- Before The Worst (2009)
- For the first time (2010)
- Nothing (2010)
- Six Degrees Of Separation (2012)
- If You Could See Me Now (2013)
- superheroes (2014)